# 多花楔翅藤
多花楔翅藤（学名：Sphenodesme floribunda）为马鞭草科楔翅藤属下的一个种。